# 陈和发
陈和发（1915年—2001年），男，江苏丹阳人，中华人民共和国政治人物，曾任江苏省革命委员会副主任，中国共产党第九届、第十届中央委员会候补委员。